# Chatonrupt-Sommermont
Chatonrupt-Sommermont is een gemeente in het Franse departement Haute-Marne (regio Grand Est) en telt 308 inwoners (2004). De plaats maakt deel uit van het arrondissement Saint-Dizier.

## Geografie
De oppervlakte van Chatonrupt-Sommermont bedraagt 16,4 km², de bevolkingsdichtheid is 18,8 inwoners per km².
De onderstaande kaart toont de ligging van Chatonrupt-Sommermont met de belangrijkste infrastructuur en aangrenzende gemeenten.

## Demografie
Onderstaande figuur toont het verloop van het inwonertal (bron: INSEE-tellingen).

1. ↑  Populations de référence 2022.